# Kabta
Kabta – wieś w Syrii, w muhafazie Idlib. W 2004 roku liczyła 1229 mieszkańców.